# Saint-Jean-de-Linières
Saint-Jean-de-Linières és un municipi francès situat al departament de Maine i Loira i a la regió de País del Loira. L'any 2007 tenia 1.550 habitants.

## Demografia

### Població
El 2007 la població de fet de Saint-Jean-de-Linières era de 1.550 persones. Hi havia 527 famílies de les quals 80 eren unipersonals (36 homes vivint sols i 44 dones vivint soles), 156 parelles sense fills, 255 parelles amb fills i 36 famílies monoparentals amb fills.
La població ha evolucionat segons el següent gràfic:
Habitants censats

### Habitatges
El 2007 hi havia 548 habitatges, 529 eren l'habitatge principal de la família, 5 eren segones residències i 13 estaven desocupats. 512 eren cases i 33 eren apartaments. Dels 529 habitatges principals, 401 estaven ocupats pels seus propietaris, 121 estaven llogats i ocupats pels llogaters i 8 estaven cedits a títol gratuït; 18 tenien una cambra, 15 en tenien dues, 37 en tenien tres, 100 en tenien quatre i 360 en tenien cinc o més. 476 habitatges disposaven pel capbaix d'una plaça de pàrquing. A 190 habitatges hi havia un automòbil i a 320 n'hi havia dos o més.

### Piràmide de població
La piràmide de població per edats i sexe el 2009 era:
| Homes | Edats   | Dones |
| ----- | ------- | ----- |
| 0     | 95 o +  | 0     |
| 0     | 90 a 94 | 0     |
| 4     | 85 a 89 | 0     |
| 4     | 80 a 84 | 4     |
| 8     | 75 a 79 | 8     |
| 16    | 70 a 74 | 16    |
| 24    | 65 a 69 | 20    |
| 8     | 60 a 64 | 20    |
| 48    | 55 a 59 | 16    |
| 32    | 50 a 54 | 44    |
| 92    | 45 a 49 | 56    |
| 64    | 40 a 44 | 72    |
| 44    | 35 a 39 | 32    |
| 60    | 30 a 34 | 80    |
| 32    | 25 a 29 | 28    |
| 52    | 20 a 24 | 60    |
| 48    | 15 a 19 | 44    |
| 72    | 10 a 14 | 52    |
| 56    | 5 a 9   | 60    |
| 56    | 0 a 4   | 40    |

## Economia
El 2007 la població en edat de treballar era de 1.061 persones, 767 eren actives i 294 eren inactives. De les 767 persones actives 715 estaven ocupades (360 homes i 355 dones) i 52 estaven aturades (31 homes i 21 dones). De les 294 persones inactives 100 estaven jubilades, 137 estaven estudiant i 57 estaven classificades com a «altres inactius».

### Ingressos
El 2009 a Saint-Jean-de-Linières hi havia 578 unitats fiscals que integraven 1.685 persones, la mediana anual d'ingressos fiscals per persona era de 20.125 €.

### Activitats econòmiques
Dels 111 establiments que hi havia el 2007, 1 era d'una empresa extractiva, 1 d'una empresa alimentària, 1 d'una empresa de fabricació de material elèctric, 3 d'empreses de fabricació d'elements pel transport, 7 d'empreses de fabricació d'altres productes industrials, 15 d'empreses de construcció, 33 d'empreses de comerç i reparació d'automòbils, 6 d'empreses de transport, 4 d'empreses d'hostatgeria i restauració, 4 d'empreses d'informació i comunicació, 1 d'una empresa financera, 2 d'empreses immobiliàries, 15 d'empreses de serveis, 9 d'entitats de l'administració pública i 9 d'empreses classificades com a «altres activitats de serveis».
Dels 24 establiments de servei als particulars que hi havia el 2009, 4 eren tallers de reparació d'automòbils i de material agrícola, 2 autoescoles, 3 guixaires pintors, 5 lampisteries, 1 electricista, 2 empreses de construcció, 4 perruqueries, 2 restaurants i 1 agència immobiliària.
Dels 9 establiments comercials que hi havia el 2009, 1 era un supermercat, 2 grans superfícies de material de bricolatge, 1 una botiga de menys de 120 m², 1 una fleca, 1 una botiga de congelats, 1 una botiga de roba i 2 floristeries.
L'any 2000 a Saint-Jean-de-Linières hi havia 6 explotacions agrícoles que ocupaven un total de 324 hectàrees.

## Equipaments sanitaris i escolars
L'únic equipament sanitari que hi havia el 2009 era una farmàcia.
El 2009 hi havia una escola elemental.

## Poblacions més properes
El següent diagrama mostra les poblacions més properes.